# Frans Tengnagel
Frans Tengnagel (* 2. Februar 1576 in Neede; † 1. Dezember 1621 in Wien), eigentlich Frans Gansneb genaamd Tengnagel van de Camp, war ein niederländischer Adliger und Astronom.

## Leben
Frans Tengnagel entstammte der adeligen Familie Gansned aus der Provinz Gelderland, die auch unter dem Namen Tengnagel („genaamd Tengnagel“) bekannt war. Sie war seit 1533 auf dem Anwesen Huis de Camp ansässig.
Nach Abschluss seines Studiums an der Universität Franeker 1593 arbeitete er ab 1595 am Observatorium Uraniborg des dänischen Astronomen Tycho Brahe, dessen Tochter Elisabeth er 1601 ehelichte. Da Tengnagel auf seiner Kavalierstour Kontakte zu verschiedenen Adelshöfen in Europa aufbauen konnte, erstreckten sich seine Aufgaben im Dienste von Brahe überwiegend auf Kommunikation und Beziehungspflege zu herrschenden Familien und potentiellen Geldgebern. Er begleitete Brahe 1599 nach Prag, wo dieser zum kaiserlichen Hofastronomen ernannt wurde.
Nach dem Tod Brahes machte sich Tengnagel zum Verwalter dessen wissenschaftlichen Erbes und nahm so auch Einfluss auf die Arbeit von Brahes Assistenten und Nachfolger Johannes Kepler, indem er ihm nur rudimentären Zugang zu Brahes Aufzeichnungen gewährte. Außerdem zwang er Kepler dazu, im 1609 erschienenen Werk Astronomia Nova ein von ihm verfasstes, herabwürdigendes Vorwort zu akzeptieren.
Tengnagel pflegte enge Beziehungen zum habsburgischen Erzherzog Erzherzog Leopold V., Bischof von Passau und Straßburg sowie Regent von Tirol und Vorderösterreich, und war in dessen Diensten als Kanzler des Bistums Passau 1611 am Vorstoß auf Prag beteiligt. Dieser führte für den Erzherzog zwar nicht zum gewünschten Erfolg, letztendlich aber zur Entmachtung von Kaiser Rudolf II. und dessen Ablösung durch seinen Bruder Matthias führte. Für seine Beteiligung an diesem Komplott als Abgesandter und Unterhändler des Bischofs wurde Tengnagel verhaftet und musste sich vor Gericht verantworten.
Tengnagel war korrespondierendes Mitglied der Accademia Nazionale dei Lincei.